# Oxyscelio rugulosus
Oxyscelio rugulosus är en stekelart som först beskrevs av Alan Parkhurst Dodd 1913.  Oxyscelio rugulosus ingår i släktet Oxyscelio och familjen Scelionidae. Inga underarter finns listade i Catalogue of Life.